# Filmografia de Drew Barrymore

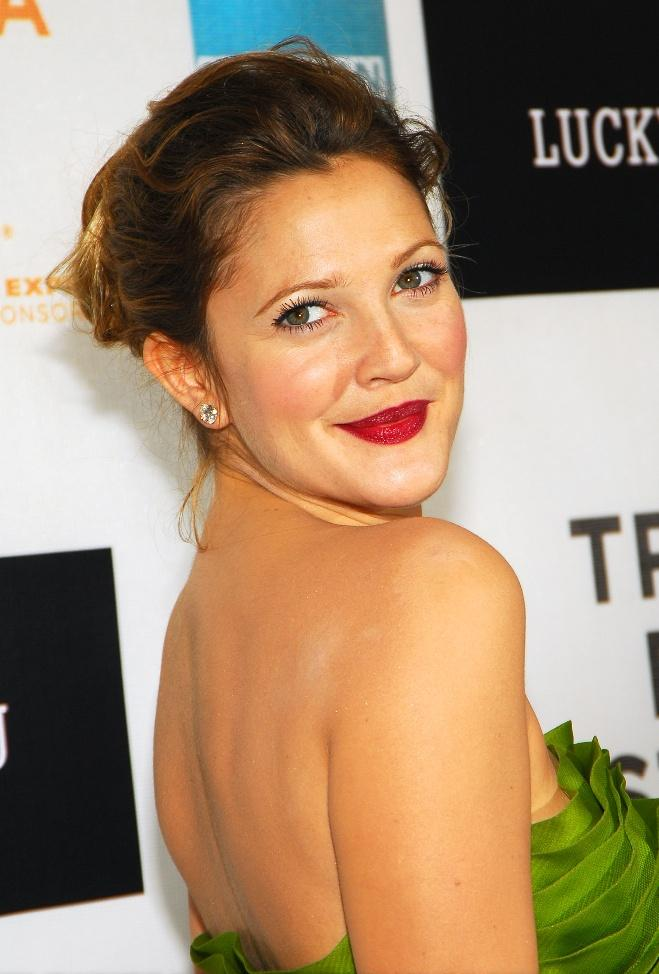
Drew em 2007 na estréia de Lucky You.

Drew Barrymore é uma atriz, produtora, direto e apresentadora norte-americana. Ao longo de sua carreira, ela estrelou vários filmes de sucesso comercial e recebeu vários prêmios, incluindo um Globo de Ouro e um Screen Actors Guild Award, uma estrela na Calçada da Fama em Hollywood, além de sete indicações ao Emmy Awards e uma indicação ao BAFTA. Ela apareceu pela primeira vez em um anúncio quando tinha onze meses de vida e fez sua estreia no filme Altered States, em 1980. Em seguida, estrelou no papel de "Gertie" no filme E.T. O Extraterrestre, que a tornou uma das mais famosas atrizes-mirins de Hollywood.
Em 1995, ela e sua sócia Nancy Juvonen, formaram a produtora "Flower Films", que passou a produzir seus filmes. Drew estrelou vários filmes, como Scream, The Wedding Singer, Para Sempre Cinderela, Nunca Fui Beijada, Donnie Darko, Charlie's Angels (br: As Panteras / pt: Anjos de Charlie), 50 First Dates, Music and Lyrics, He's Just Not That Into You, Going the Distance, Miss You Already e o aclamado Grey Gardens. Ela fez sua estreia na direção com o filme, Whip It.
De 2017 a 2019, Barrymore estrelou a série da Netflix, Santa Clarita Diet, onde também atuou como produtora executiva. Atualmente ela apresenta seu talk show, The Drew Barrymore Show.

## Filmografia

### Filmes
| Ano  | Título                          | Função                     | Notas                       |
| ---- | ------------------------------- | -------------------------- | --------------------------- |
| 1980 | Viagens Alucinantes             | Margaret Jessup            |                             |
| 1982 | E.T. O Extraterrestre           | Gertie                     |                             |
| 1984 | Firestarter                     | Charlene "Charlie" McGee   |                             |
| 1984 | Diferenças irreconciliáveis     | Casey Brodsky              |                             |
| 1985 | Cat's Eye                       | Nossa Garota, Amanda       |                             |
| 1985 | Star Fairies                    | Hilary (voz)               | Telefilme                   |
| 1986 | Babes in Toyland                | Lisa Piper                 |                             |
| 1987 | Conspiracy of Love              | Jody Woldarski             | Telefilme                   |
| 1989 | See You in the Morning          | Cathy Goodwin              |                             |
| 1989 | Far from Home                   | Joleen Cox                 |                             |
| 1991 | Motorama                        | Garota Fantasia            | Participação                |
| 1992 | Poison Ivy                      | Ivy                        |                             |
| 1992 | Waxwork II: Perdido no Tempo    | 1ª Vítima do Vampiro       | Participação                |
| 1992 | Guncrazy                        | Anita Minteer              |                             |
| 1992 | Sketch Artist                   | Daisy                      | Telefilme                   |
| 1993 | The Amy Fisher Story            | Amy Fisher                 | Telefilme                   |
| 1993 | Doppelganger                    | Holly Gooding              |                             |
| 1993 | No Place to Hide                | Tinsel Hanley              |                             |
| 1993 | Quanto Mais Idiota Melhor 2     | Bjergen Kjergen            |                             |
| 1994 | Bad Girls                       | Lilly Laronette            |                             |
| 1995 | Boys on the Side                | Holly Pulchik              |                             |
| 1995 | Mad Love                        | Casey Roberts              |                             |
| 1995 | Batman Forever                  | Açúcar                     |                             |
| 1996 | Everyone Says I Love You        | Skylar Dandridge           |                             |
| 1996 | Scream                          | Casey Becker               |                             |
| 1997 | Best Men                        | Hope                       |                             |
| 1997 | Wishful Thinking                | Lena                       |                             |
| 1998 | The Wedding Singer              | Julia Sullivan             |                             |
| 1998 | Ever After                      | Danielle de Barbarac       |                             |
| 1998 | Home Fries                      | Sally Jackson              |                             |
| 1999 | Never Been Kissed               | Josie Geller               |                             |
| 1999 | Olive, the Other Reindeer       | Olive (voz)                | Telefilme                   |
| 2000 | Skipped Parts                   | Garota Fantasia            |                             |
| 2000 | Titan A.E.                      | Akima Kunimoto (voz)       |                             |
| 2000 | Charlie's Angels                | Dylan Sanders              |                             |
| 2001 | Donnie Darko                    | Karen Pomeroy              |                             |
| 2001 | Freddy Got Fingered             | Recepcionista de Davidson  | Participação                |
| 2001 | Riding in Cars with Boys        | Beverly "Bev" Donofrio     |                             |
| 2002 | Confessions of a Dangerous Mind | Penny Pacino               |                             |
| 2003 | Charlie's Angels: Full Throttle | Dylan Sanders / Helen Zaas |                             |
| 2003 | Duplex                          | Nancy Kendricks            |                             |
| 2004 | 50 First Dates                  | Lucy Whitmore              |                             |
| 2005 | Fever Pitch                     | Lindsey Meeks              |                             |
| 2006 | Curious George                  | Maggie Dunlop (voz)        |                             |
| 2007 | Music and Lyrics                | Sophie Fisher              |                             |
| 2007 | Lucky You                       | Oferta da Billie           |                             |
| 2008 | Chihuahua em Beverly Hills      | Chloe (voz)                |                             |
| 2009 | He's Just Not That Into You     | Mary Harris                |                             |
| 2009 | Everybody's Fine                | Rosie Goode                |                             |
| 2009 | Whip It                         | Smashley Simpson           |                             |
| 2009 | Grey Gardens                    | Edith Bouvier Beale        | Filme HBO                   |
| 2010 | Going the Distance              | Erin Langford              |                             |
| 2012 | Big Miracle                     | Rachel Kramer              |                             |
| 2014 | Blended                         | Lauren Reynolds            |                             |
| 2015 | Miss You Already                | Jess                       | [ 4 ]                       |
| 2017 | Spielberg                       | Ela Mesma                  | Documentário                |
| 2020 | The Stand In                    | Paula / Candy Black        | Filme Netflix               |
| 2021 | A Castle for Christmas          | Ela Mesma                  | Participação; Filme Netflix |
| 2024 | Child Star                      | Ela Mesma                  | Documentário                |
| 2024 | Smile 2                         | Ela Mesma                  | Participação                |

### Televisão
| Ano           | Título                         | Função                                  | Notas                                                        |
| ------------- | ------------------------------ | --------------------------------------- | ------------------------------------------------------------ |
| 1982-2009     | Saturday Night Live            | Ela Mesma                               | 6 episódios                                                  |
| 1985          | ABC Weekend Special            | Con Sawyer                              | Episódio: "The Adventures of Con Sawyer and Hucklemary Finn" |
| 1986          | The Ray Bradbury Theatre       | Heather Leary                           | Episódio: "The Screaming Woman"                              |
| 1989          | CBS Schoolbreak Special        | Susan                                   | Episódio: "15 and Straight Straight"                         |
| 1992          | 2000 Malibu Road               | Lindsay Rule                            | 6 episódios                                                  |
| 1996          | Bill Nye the Science Guy       | Ela Mesma                               | Episódio: "Flores"                                           |
| 2000          | Os Simpsons                    | Sophie (voz)                            | Episódio: "Insane Clown Poppy"                               |
| 2005-2013     | Family Guy                     | Lana Lockhart / Jillian Russell (vozes) | 12 episódios                                                 |
| 2016          | Odd Mom Out                    | Meredith                                | Episódio: "Knock of Shame"                                   |
| 2017-2019     | Santa Clarita Diet             | Sheila Hammond                          | Elenco principal; Também produtora executivo; 30 episódios   |
| 2017          | First Dates                    | Narradora (voz)                         |                                                              |
| 2019          | The World's Best               | Ela Mesma                               | Jurada                                                       |
| 2020          | Beat Bobby Flay                | Ela Mesma                               | Jurada                                                       |
| 2020          | Martha Knows Best              | Ela Mesma                               | Episódio: "Winter Is Coming"                                 |
| 2020-presente | The Drew Barrymore Show        | Ela Mesma                               | Apresentadora; talk show                                     |
| 2022          | Ziwe                           | Ela Mesma                               | Episódio: "Miss Universe"                                    |
| 2023          | And Just Like That...          | Ela Mesma                               | Episódio: "February 14th"                                    |
| 2023          | Paris in Love                  | Ela Mesma                               | Participação                                                 |
| 2025          | SNL50: The Anniversary Special | Ela Mesma                               | Especial de televisão                                        |

### Videoclipes
| Ano  | Título                        | Artista        |
| ---- | ----------------------------- | -------------- |
| 1986 | "Rock 'n' Roll to the Rescue" | The Beach Boys |
| 1995 | "You Got It"                  | Bonnie Raitt   |
| 1999 | "Candy in the Sun"            | Swirl 360      |
| 2017 | "Drew Barrymore"              | SZA            |

### Direção
| Ano      | Título            | Notas                    |
| -------- | ----------------- | ------------------------ |
| 2009     | Whip It           | Estreia na direção       |
| 2011     | "Our Deal"        | Vídeoclipe do Best Coast |
| EM BREVE | Surrender Dorothy | Série                    |

### Produção
| Ano           | Título                          | Notas               |
| ------------- | ------------------------------- | ------------------- |
| 1999          | Nunca fui Beijada               | Produtora executiva |
| 2000          | Charlie's Angels                | Produtora           |
| 2001          | Donnie Darko                    | Produtora executiva |
| 2003          | Charlie's Angels: Full Throttle | Produtora           |
| 2003          | Duplex                          | Produtora           |
| 2005          | Fever Pitch                     | Produtora           |
| 2009          | He's Just Not That Into You     | Produtora executiva |
| 2009          | Whip It                         | Produtora           |
| 2011          | Charlie's Angels (série)        | Produtora executiva |
| 2014          | Animal                          | Produtora           |
| 2016          | How to Be Single                | Produtora executiva |
| 2017          | Freak Show                      | Produtora executiva |
| 2017-2019     | Santa Clarita Diet              | Produtora executiva |
| 2018          | The Black Rose Anthology        | Produtora executiva |
| 2019          | Charlie's Angels (2019)         | Produtora executiva |
| 2020-presente | The Drew Barrymore Show         | Produtora executiva |
| 2023          | Princess Power                  | Produtora executiva |
| 2025          | Hollywood Squares               | Produtora executiva |